# Second Division 1925-1926
La Second Division 1925-1926 è stata la 30ª edizione della Second Division, secondo livello del campionato di calcio inglese, concluso con la promozione del Sheffield Weds e del Derby County.
Capocannoniere del torneo è stato Jimmy Trotter (Sheffield Weds) con 37 reti.

## Classifica finale
|  | Pos. | Squadra           | Pt | G  | V  | N  | P  | GF | GS | Med  |
|  | ---- | ----------------- | -- | -- | -- | -- | -- | -- | -- | ---- |
|  | 1    | Sheffield Weds    | 60 | 42 | 27 | 6  | 9  | 88 | 48 | 1.83 |
|  | 2    | Derby County      | 57 | 42 | 25 | 7  | 10 | 77 | 42 | 1.83 |
|  | 3    | Chelsea           | 52 | 42 | 19 | 14 | 9  | 76 | 49 | 1.55 |
|  | 4    | Wolverhampton     | 49 | 42 | 21 | 7  | 14 | 84 | 60 | 1.40 |
|  | 5    | Swansea Town      | 49 | 42 | 19 | 11 | 12 | 77 | 57 | 1.35 |
|  | 6    | Blackpool         | 45 | 42 | 17 | 11 | 14 | 76 | 69 | 1.10 |
|  | 7    | Oldham Athletic   | 44 | 42 | 18 | 8  | 16 | 74 | 62 | 1.19 |
|  | 8    | Port Vale         | 44 | 42 | 19 | 6  | 17 | 79 | 69 | 1.14 |
|  | 9    | South Shields     | 44 | 42 | 18 | 8  | 16 | 74 | 65 | 1.13 |
|  | 10   | Middlesbrough     | 44 | 42 | 21 | 2  | 19 | 77 | 68 | 1.13 |
|  | 11   | Portsmouth        | 44 | 42 | 17 | 10 | 15 | 79 | 74 | 1.06 |
|  | 12   | Preston N.E.      | 43 | 42 | 18 | 7  | 17 | 71 | 84 | 0.84 |
|  | 13   | Hull City         | 41 | 42 | 16 | 9  | 17 | 63 | 61 | 1.03 |
|  | 14   | Southampton       | 38 | 42 | 15 | 8  | 19 | 63 | 63 | 1.00 |
|  | 15   | Darlington        | 38 | 42 | 14 | 10 | 18 | 72 | 77 | 0.93 |
|  | 16   | Bradford City     | 36 | 42 | 13 | 10 | 19 | 47 | 66 | 0.71 |
|  | 17   | Nottingham Forest | 36 | 42 | 14 | 8  | 20 | 51 | 73 | 0.69 |
|  | 18   | Barnsley          | 36 | 42 | 12 | 12 | 18 | 58 | 84 | 0.69 |
|  | 19   | Fulham            | 34 | 42 | 11 | 12 | 19 | 46 | 77 | 0.59 |
|  | 20   | Clapton Orient    | 33 | 42 | 12 | 9  | 21 | 50 | 65 | 0.76 |
|  | 21   | Stoke City        | 32 | 42 | 12 | 8  | 22 | 54 | 77 | 0.70 |
|  | 22   | Stockport County  | 25 | 42 | 8  | 9  | 25 | 51 | 97 | 0.52 |

Legenda:
      Promossa in First Division.
      Retrocessa in Third Division.
Regolamento:
Due punti a vittoria, uno a pareggio, zero a sconfitta.
A parità di punti le squadre venivano classificate secondo il quoziente reti.